# Татаринки
Татаринки — деревня в городском округе Шаховская Московской области.

## Население
| 1859 | 1926 | 2002 | 2006 | 2010 |
| ---- | ---- | ---- | ---- | ---- |
| 127  | ↘93  | ↘13  | ↘3   | ↗14  |

## География
Деревня расположена в восточной части округа, недалеко от границы с Волоколамским районом, примерно в 13 км к юго-востоку от райцентра Шаховская, на левом берегу реки Рузы, у устья левого притока — Латахи, высота центра над уровнем моря 213 м. Ближайшие населённые пункты — Козлово на юго-востоке, Неданово на юге и Рождественно на юго-западе.
В деревне две улицы: Новая и Центральная.
В деревне останавливается автобус № 46, следующий до Шаховской.

## Исторические сведения
В 1769 году Татаринки — сельцо Рахова стана Волоколамского уезда Московской губернии, общее владение полковника Бориса Петровича Нармоцкого и майора Семена Никитича Белова. К владению относилось 66 десятин 577 саженей пашни и 32 десятины 450 саженей сенного покоса. В сельце было 18 дворов и 81 душа.
В середине XIX века сельцо относилось к 1-му стану Волоколамского уезда и принадлежало Ольге Михайловне Коронико. В сельце было 13 дворов, крестьян 61 душа мужского пола и 67 душ женского.
В «Списке населённых мест» 1862 года Татаринки — владельческое сельцо 1-го стана Волоколамского уезда Московской губернии по правую сторону Московского тракта, шедшего от границы Зубцовского уезда на город Волоколамск, в 22 верстах от уездного города, при реке Рузе, с 15 дворами и 127 жителями (61 мужчина, 66 женщин).
По данным на 1890 год деревня входила в состав Бухоловской волости Волоколамского уезда, число душ мужского пола составляло 51 человек.
В 1913 году — 16 дворов и помещичья усадьба Грековых.
По материалам Всесоюзной переписи населения 1926 года — деревня Рождественского сельсовета Бухоловской волости, проживало 93 человека (45 мужчин, 48 женщин), насчитывалось 19 крестьянских хозяйств.
С 1929 года — населённый пункт в составе Шаховского района Московской области.
1994—2006 гг. — деревня Бухоловского сельского округа Шаховского района.
2006—2015 гг. — деревня сельского поселения Степаньковское Шаховского района.
2015 г. — н. в. — деревня городского округа Шаховская Московской области.